# تریکو، اسپانیا
تریکو، اسپانیا (به اسپانیایی: Torrico) یک شهرستان در اسپانیا است که در استان تولدو واقع شده‌است.

## خصوصیات
تریکو ۳۴ کیلومترمربع مساحت و ۸۳۱ نفر جمعیت دارد و ۴۴۵ متر بالاتر از سطح دریا واقع شده‌است.